# 24 Horas de Daytona de 2018
La 56.ª edición de las 24 Horas de Daytona se corrió bajo el nombre de Rolex 24 en Daytona (en inglés: Rolex 24 at Daytona). La competición se llevó a cabo entre el 27 y el 28 de enero de 2018 en el Daytona International Speedway, Daytona Beach (Florida), y fue la primera ronda de la temporada 2018 del IMSA SportsCar Championship.

## Lista de Participantes
Los participantes en las 24 Horas de Daytona 2018 serán los siguientes:

### Prototipos (P)
| Equipo                        | Chasis            | Motor                          | N.° | Pilotos                |
| ----------------------------- | ----------------- | ------------------------------ | --- | ---------------------- |
| Tequila Patrón ESM            | Nissan Onroak DPi | Nissan VR38DETT 3.8 L Turbo V6 | 2   | Ryan Dalziel           |
| Tequila Patrón ESM            | Nissan Onroak DPi | Nissan VR38DETT 3.8 L Turbo V6 | 2   | Olivier Pla            |
| Tequila Patrón ESM            | Nissan Onroak DPi | Nissan VR38DETT 3.8 L Turbo V6 | 2   | Scott Sharp            |
| Tequila Patrón ESM            | Nissan Onroak DPi | Nissan VR38DETT 3.8 L Turbo V6 | 22  | Pipo Derani            |
| Tequila Patrón ESM            | Nissan Onroak DPi | Nissan VR38DETT 3.8 L Turbo V6 | 22  | Nicolas Lapierre       |
| Tequila Patrón ESM            | Nissan Onroak DPi | Nissan VR38DETT 3.8 L Turbo V6 | 22  | Johannes van Overbeek  |
| Mustang Samping Racing        | Cadillac DPi-V.R  | Cadillac 5.5 L V8              | 5   | Filipe Albuquerque     |
| Mustang Samping Racing        | Cadillac DPi-V.R  | Cadillac 5.5 L V8              | 5   | João Barbosa           |
| Mustang Samping Racing        | Cadillac DPi-V.R  | Cadillac 5.5 L V8              | 5   | Christian Fittipaldi   |
| Acura Team Penske             | Acura ARX-05      | Acura AR35TT 3.5 L Turbo V6    | 6   | Dane Cameron           |
| Acura Team Penske             | Acura ARX-05      | Acura AR35TT 3.5 L Turbo V6    | 6   | Juan Pablo Montoya     |
| Acura Team Penske             | Acura ARX-05      | Acura AR35TT 3.5 L Turbo V6    | 6   | Simon Pagenaud         |
| Acura Team Penske             | Acura ARX-05      | Acura AR35TT 3.5 L Turbo V6    | 7   | Hélio Castroneves      |
| Acura Team Penske             | Acura ARX-05      | Acura AR35TT 3.5 L Turbo V6    | 7   | Graham Rahal           |
| Acura Team Penske             | Acura ARX-05      | Acura AR35TT 3.5 L Turbo V6    | 7   | Ricky Taylor           |
| Wayne Taylor Racing           | Cadillac DPi-V.R  | Cadillac 5.5 L V8              | 10  | Ryan Hunter-Reay       |
| Wayne Taylor Racing           | Cadillac DPi-V.R  | Cadillac 5.5 L V8              | 10  | Jordan Taylor          |
| Wayne Taylor Racing           | Cadillac DPi-V.R  | Cadillac 5.5 L V8              | 10  | Renger van der Zande   |
| BAR1 Motorsports              | Riley LMP2        | Gibson GK428 4.2 L V8          | 20  | Tony Drissi            |
| BAR1 Motorsports              | Riley LMP2        | Gibson GK428 4.2 L V8          | 20  | Marc Drumwright        |
| BAR1 Motorsports              | Riley LMP2        | Gibson GK428 4.2 L V8          | 20  | Brendan Gaughan        |
| BAR1 Motorsports              | Riley LMP2        | Gibson GK428 4.2 L V8          | 20  | Eric Lux               |
| BAR1 Motorsports              | Riley LMP2        | Gibson GK428 4.2 L V8          | 20  | Alex Popow             |
| United Autosports             | Ligier JS P217    | Gibson GK428 4.2 L V8          | 23  | Fernando Alonso        |
| United Autosports             | Ligier JS P217    | Gibson GK428 4.2 L V8          | 23  | Philip Hanson          |
| United Autosports             | Ligier JS P217    | Gibson GK428 4.2 L V8          | 23  | Lando Norris           |
| United Autosports             | Ligier JS P217    | Gibson GK428 4.2 L V8          | 32  | William Owen           |
| United Autosports             | Ligier JS P217    | Gibson GK428 4.2 L V8          | 32  | Paul di Resta          |
| United Autosports             | Ligier JS P217    | Gibson GK428 4.2 L V8          | 32  | Hugo de Sadeleer       |
| United Autosports             | Ligier JS P217    | Gibson GK428 4.2 L V8          | 32  | Bruno Senna            |
| Whelen Engineering Racing     | Cadillac DPi-V.R  | Cadillac 5.5 L V8              | 31  | Mike Conway            |
| Whelen Engineering Racing     | Cadillac DPi-V.R  | Cadillac 5.5 L V8              | 31  | Eric Curran            |
| Whelen Engineering Racing     | Cadillac DPi-V.R  | Cadillac 5.5 L V8              | 31  | Stuart Middleton       |
| Whelen Engineering Racing     | Cadillac DPi-V.R  | Cadillac 5.5 L V8              | 31  | Felipe Nasr            |
| Jackie Chan DCR JOTA          | Oreca 07          | Gibson GK428 4.2 L V8          | 37  | Robin Frijns           |
| Jackie Chan DCR JOTA          | Oreca 07          | Gibson GK428 4.2 L V8          | 37  | Daniel Juncadella      |
| Jackie Chan DCR JOTA          | Oreca 07          | Gibson GK428 4.2 L V8          | 37  | Felix Rosenqvist       |
| Jackie Chan DCR JOTA          | Oreca 07          | Gibson GK428 4.2 L V8          | 37  | Lance Stroll           |
| Jackie Chan DCR JOTA          | Oreca 07          | Gibson GK428 4.2 L V8          | 78  | Alex Brundle           |
| Jackie Chan DCR JOTA          | Oreca 07          | Gibson GK428 4.2 L V8          | 78  | António Félix da Costa |
| Jackie Chan DCR JOTA          | Oreca 07          | Gibson GK428 4.2 L V8          | 78  | Ferdinand Habsburg     |
| Jackie Chan DCR JOTA          | Oreca 07          | Gibson GK428 4.2 L V8          | 78  | Ho-Pin Tung            |
| Performance Tech Motorsports  | Oreca 07          | Gibson GK428 4.2 L V8          | 38  | James French           |
| Performance Tech Motorsports  | Oreca 07          | Gibson GK428 4.2 L V8          | 38  | Kyle Masson            |
| Performance Tech Motorsports  | Oreca 07          | Gibson GK428 4.2 L V8          | 38  | Joel Miller            |
| Performance Tech Motorsports  | Oreca 07          | Gibson GK428 4.2 L V8          | 38  | Pato O'Ward            |
| AFS/PR1 Mathiasen Motorsports | Ligier JS P217    | Gibson GK428 4.2 L V8          | 52  | Nicholas Boulle        |
| AFS/PR1 Mathiasen Motorsports | Ligier JS P217    | Gibson GK428 4.2 L V8          | 52  | Roberto González       |
| AFS/PR1 Mathiasen Motorsports | Ligier JS P217    | Gibson GK428 4.2 L V8          | 52  | Sebastián Saavedra     |
| AFS/PR1 Mathiasen Motorsports | Ligier JS P217    | Gibson GK428 4.2 L V8          | 52  | Gustavo Yacamán        |
| CORE Autosport                | Oreca 07          | Gibson GK428 4.2 L V8          | 54  | Jon Bennett            |
| CORE Autosport                | Oreca 07          | Gibson GK428 4.2 L V8          | 54  | Colin Braun            |
| CORE Autosport                | Oreca 07          | Gibson GK428 4.2 L V8          | 54  | Romain Dumas           |
| CORE Autosport                | Oreca 07          | Gibson GK428 4.2 L V8          | 54  | Loïc Duval             |
| Mazda Team Joest              | Mazda RT24-P      | Mazda MZ-2.0T 2.0 L Turbo I4   | 55  | Jonathan Bomarito      |
| Mazda Team Joest              | Mazda RT24-P      | Mazda MZ-2.0T 2.0 L Turbo I4   | 55  | Spencer Pigot          |
| Mazda Team Joest              | Mazda RT24-P      | Mazda MZ-2.0T 2.0 L Turbo I4   | 55  | Harry Tincknell        |
| Mazda Team Joest              | Mazda RT24-P      | Mazda MZ-2.0T 2.0 L Turbo I4   | 77  | Oliver Jarvis          |
| Mazda Team Joest              | Mazda RT24-P      | Mazda MZ-2.0T 2.0 L Turbo I4   | 77  | Tristan Nunez          |
| Mazda Team Joest              | Mazda RT24-P      | Mazda MZ-2.0T 2.0 L Turbo I4   | 77  | René Rast              |
| JDC-Miller Motorsports        | Oreca 07          | Gibson GK428 4.2 L V8          | 85  | Robert Alon            |
| JDC-Miller Motorsports        | Oreca 07          | Gibson GK428 4.2 L V8          | 85  | Austin Cindric         |
| JDC-Miller Motorsports        | Oreca 07          | Gibson GK428 4.2 L V8          | 85  | Devlin DeFrancesco     |
| JDC-Miller Motorsports        | Oreca 07          | Gibson GK428 4.2 L V8          | 85  | Simon Trummer          |
| JDC-Miller Motorsports        | Oreca 07          | Gibson GK428 4.2 L V8          | 99  | Mikhail Goikhberg      |
| JDC-Miller Motorsports        | Oreca 07          | Gibson GK428 4.2 L V8          | 99  | Gustavo Menezes        |
| JDC-Miller Motorsports        | Oreca 07          | Gibson GK428 4.2 L V8          | 99  | Chris Miller           |
| JDC-Miller Motorsports        | Oreca 07          | Gibson GK428 4.2 L V8          | 99  | Stephen Simpson        |
| Spirit of Daytona Racing      | Cadillac DPi-V.R  | Cadillac 5.5 L V8              | 90  | Eddie Cheever III      |
| Spirit of Daytona Racing      | Cadillac DPi-V.R  | Cadillac 5.5 L V8              | 90  | Matt McMurry           |
| Spirit of Daytona Racing      | Cadillac DPi-V.R  | Cadillac 5.5 L V8              | 90  | Tristan Vautier        |

### GT Le Mans (GTLM)
| Equipo                   | Chasis                  | Motor                         | N.º | Pilotos               |
| ------------------------ | ----------------------- | ----------------------------- | --- | --------------------- |
| Corvette Racing          | Chevrolet Corvette C7.R | Chevrolet LT5.5 5.5 L V8      | 3   | Antonio García        |
| Corvette Racing          | Chevrolet Corvette C7.R | Chevrolet LT5.5 5.5 L V8      | 3   | Jan Magnussen         |
| Corvette Racing          | Chevrolet Corvette C7.R | Chevrolet LT5.5 5.5 L V8      | 3   | Mike Rockenfeller     |
| Corvette Racing          | Chevrolet Corvette C7.R | Chevrolet LT5.5 5.5 L V8      | 4   | Marcel Fässler        |
| Corvette Racing          | Chevrolet Corvette C7.R | Chevrolet LT5.5 5.5 L V8      | 4   | Oliver Gavin          |
| Corvette Racing          | Chevrolet Corvette C7.R | Chevrolet LT5.5 5.5 L V8      | 4   | Tommy Milner          |
| BMW Team RLL             | BMW M8 GTE              | BMW S63 4.0 L Twin-turbo V8   | 24  | Jesse Krohn           |
| BMW Team RLL             | BMW M8 GTE              | BMW S63 4.0 L Twin-turbo V8   | 24  | Nicky Catsburg        |
| BMW Team RLL             | BMW M8 GTE              | BMW S63 4.0 L Twin-turbo V8   | 24  | John Edwards          |
| BMW Team RLL             | BMW M8 GTE              | BMW S63 4.0 L Twin-turbo V8   | 24  | Augusto Farfus        |
| BMW Team RLL             | BMW M8 GTE              | BMW S63 4.0 L Twin-turbo V8   | 25  | Alexander Sims        |
| BMW Team RLL             | BMW M8 GTE              | BMW S63 4.0 L Twin-turbo V8   | 25  | Bill Auberlen         |
| BMW Team RLL             | BMW M8 GTE              | BMW S63 4.0 L Twin-turbo V8   | 25  | Connor De Phillippi   |
| BMW Team RLL             | BMW M8 GTE              | BMW S63 4.0 L Twin-turbo V8   | 25  | Philipp Eng           |
| Risi Competizione        | Ferrari 488 GTE         | Ferrari F154CB 3.9 L Turbo V8 | 62  | James Calado          |
| Risi Competizione        | Ferrari 488 GTE         | Ferrari F154CB 3.9 L Turbo V8 | 62  | Alessandro Pier Guidi |
| Risi Competizione        | Ferrari 488 GTE         | Ferrari F154CB 3.9 L Turbo V8 | 62  | Toni Vilander         |
| Ford Chip Ganassi Racing | Ford GT                 | Ford EcoBoost 3.5 L Turbo V6  | 66  | Sébastien Bourdais    |
| Ford Chip Ganassi Racing | Ford GT                 | Ford EcoBoost 3.5 L Turbo V6  | 66  | Joey Hand             |
| Ford Chip Ganassi Racing | Ford GT                 | Ford EcoBoost 3.5 L Turbo V6  | 66  | Dirk Müller           |
| Ford Chip Ganassi Racing | Ford GT                 | Ford EcoBoost 3.5 L Turbo V6  | 67  | Ryan Briscoe          |
| Ford Chip Ganassi Racing | Ford GT                 | Ford EcoBoost 3.5 L Turbo V6  | 67  | Scott Dixon           |
| Ford Chip Ganassi Racing | Ford GT                 | Ford EcoBoost 3.5 L Turbo V6  | 67  | Richard Westbrook     |
| Porsche GT Team          | Porsche 911 RSR         | Porsche 4.0 L 6 en línea      | 911 | Frédéric Makowiecki   |
| Porsche GT Team          | Porsche 911 RSR         | Porsche 4.0 L 6 en línea      | 911 | Patrick Pilet         |
| Porsche GT Team          | Porsche 911 RSR         | Porsche 4.0 L 6 en línea      | 911 | Nick Tandy            |
| Porsche GT Team          | Porsche 911 RSR         | Porsche 4.0 L 6 en línea      | 912 | Earl Bamber           |
| Porsche GT Team          | Porsche 911 RSR         | Porsche 4.0 L 6 en línea      | 912 | Gianmaria Bruni       |
| Porsche GT Team          | Porsche 911 RSR         | Porsche 4.0 L 6 en línea      | 912 | Laurens Vanthoor      |

### GT Daytona (GTD)
| Equipo                              | Chasis                  | Motor                         | N.º | Pilotos                  |
| ----------------------------------- | ----------------------- | ----------------------------- | --- | ------------------------ |
| GRT Grasser Racing Team             | Lamborghini Huracán GT3 | Lamborghini 5.2 L V10         | 11  | Mirko Bortolotti         |
| GRT Grasser Racing Team             | Lamborghini Huracán GT3 | Lamborghini 5.2 L V10         | 11  | Rik Breukers             |
| GRT Grasser Racing Team             | Lamborghini Huracán GT3 | Lamborghini 5.2 L V10         | 11  | Rolf Ineichen            |
| GRT Grasser Racing Team             | Lamborghini Huracán GT3 | Lamborghini 5.2 L V10         | 11  | Franck Perera            |
| GRT Grasser Racing Team             | Lamborghini Huracán GT3 | Lamborghini 5.2 L V10         | 19  | Christian Engelhart      |
| GRT Grasser Racing Team             | Lamborghini Huracán GT3 | Lamborghini 5.2 L V10         | 19  | Christoph Lenz           |
| GRT Grasser Racing Team             | Lamborghini Huracán GT3 | Lamborghini 5.2 L V10         | 19  | Louis Machiels           |
| GRT Grasser Racing Team             | Lamborghini Huracán GT3 | Lamborghini 5.2 L V10         | 19  | Ezequiel Pérez Companc   |
| GRT Grasser Racing Team             | Lamborghini Huracán GT3 | Lamborghini 5.2 L V10         | 19  | Max van Splunteren       |
| 3GT Racing                          | Lexus RC F GT3          | Lexus 5.0 L V8                | 14  | Dominik Baumann          |
| 3GT Racing                          | Lexus RC F GT3          | Lexus 5.0 L V8                | 14  | Philipp Frommenwiler     |
| 3GT Racing                          | Lexus RC F GT3          | Lexus 5.0 L V8                | 14  | Bruno Junqueira          |
| 3GT Racing                          | Lexus RC F GT3          | Lexus 5.0 L V8                | 14  | Kyle Marcelli            |
| 3GT Racing                          | Lexus RC F GT3          | Lexus 5.0 L V8                | 15  | Dominik Farnbacher       |
| 3GT Racing                          | Lexus RC F GT3          | Lexus 5.0 L V8                | 15  | Jack Hawksworth          |
| 3GT Racing                          | Lexus RC F GT3          | Lexus 5.0 L V8                | 15  | David Heinemeier Hansson |
| 3GT Racing                          | Lexus RC F GT3          | Lexus 5.0 L V8                | 15  | Scott Pruett             |
| Montaplast by Land-Motorsport       | Audi R8 LMS             | Audi 5.2 L V10                | 29  | Kelvin van der Linde     |
| Montaplast by Land-Motorsport       | Audi R8 LMS             | Audi 5.2 L V10                | 29  | Sheldon van der Linde    |
| Montaplast by Land-Motorsport       | Audi R8 LMS             | Audi 5.2 L V10                | 29  | Christopher Mies         |
| Montaplast by Land-Motorsport       | Audi R8 LMS             | Audi 5.2 L V10                | 29  | Jeffrey Schmidt          |
| Mercedes-AMG Team Riley Motorsports | Mercedes-AMG GT3        | Mercedes-AMG M159 6.2 L V8    | 33  | Jeroen Bleekemolen       |
| Mercedes-AMG Team Riley Motorsports | Mercedes-AMG GT3        | Mercedes-AMG M159 6.2 L V8    | 33  | Ben Keating              |
| Mercedes-AMG Team Riley Motorsports | Mercedes-AMG GT3        | Mercedes-AMG M159 6.2 L V8    | 33  | Adam Christodoulou       |
| Mercedes-AMG Team Riley Motorsports | Mercedes-AMG GT3        | Mercedes-AMG M159 6.2 L V8    | 33  | Luca Stolz               |
| Magnus Racing                       | Audi R8 LMS             | Audi 5.2 L V10                | 44  | Andrew Davis             |
| Magnus Racing                       | Audi R8 LMS             | Audi 5.2 L V10                | 44  | Andy Lally               |
| Magnus Racing                       | Audi R8 LMS             | Audi 5.2 L V10                | 44  | John Potter              |
| Magnus Racing                       | Audi R8 LMS             | Audi 5.2 L V10                | 44  | Markus Winkelhock        |
| Paul Miller Racing                  | Lamborghini Huracán GT3 | Lamborghini 5.2 L V10         | 48  | Andrea Caldarelli        |
| Paul Miller Racing                  | Lamborghini Huracán GT3 | Lamborghini 5.2 L V10         | 48  | Bryce Miller             |
| Paul Miller Racing                  | Lamborghini Huracán GT3 | Lamborghini 5.2 L V10         | 48  | Bryan Sellers            |
| Paul Miller Racing                  | Lamborghini Huracán GT3 | Lamborghini 5.2 L V10         | 48  | Madison Snow             |
| Wright Motorsports                  | Porsche 911 GT3 R       | Porsche 4.0 L 6 en línea      | 58  | Mathieu Jaminet          |
| Wright Motorsports                  | Porsche 911 GT3 R       | Porsche 4.0 L 6 en línea      | 58  | Patrick Long             |
| Wright Motorsports                  | Porsche 911 GT3 R       | Porsche 4.0 L 6 en línea      | 58  | Christina Nielsen        |
| Wright Motorsports                  | Porsche 911 GT3 R       | Porsche 4.0 L 6 en línea      | 58  | Robert Renauer           |
| Manthey Racing                      | Porsche 911 GT3 R       | Porsche 4.0 L 6 en línea      | 59  | Matteo Cairoli           |
| Manthey Racing                      | Porsche 911 GT3 R       | Porsche 4.0 L 6 en línea      | 59  | Sven Müller              |
| Manthey Racing                      | Porsche 911 GT3 R       | Porsche 4.0 L 6 en línea      | 59  | Harald Proczyk           |
| Manthey Racing                      | Porsche 911 GT3 R       | Porsche 4.0 L 6 en línea      | 59  | Steve Smith              |
| Manthey Racing                      | Porsche 911 GT3 R       | Porsche 4.0 L 6 en línea      | 59  | Randy Walls              |
| Scuderia Corsa                      | Ferrari 488 GT3         | Ferrari F154CB 3.9 L Turbo V8 | 63  | Alessandro Balzan        |
| Scuderia Corsa                      | Ferrari 488 GT3         | Ferrari F154CB 3.9 L Turbo V8 | 63  | Cooper MacNeil           |
| Scuderia Corsa                      | Ferrari 488 GT3         | Ferrari F154CB 3.9 L Turbo V8 | 63  | Jeff Segal               |
| Scuderia Corsa                      | Ferrari 488 GT3         | Ferrari F154CB 3.9 L Turbo V8 | 63  | Gunnar Jeannette         |
| Scuderia Corsa                      | Ferrari 488 GT3         | Ferrari F154CB 3.9 L Turbo V8 | 64  | Townsend Bell            |
| Scuderia Corsa                      | Ferrari 488 GT3         | Ferrari F154CB 3.9 L Turbo V8 | 64  | Sam Bird                 |
| Scuderia Corsa                      | Ferrari 488 GT3         | Ferrari F154CB 3.9 L Turbo V8 | 64  | Frankie Montecalvo       |
| Scuderia Corsa                      | Ferrari 488 GT3         | Ferrari F154CB 3.9 L Turbo V8 | 64  | Bill Sweedler            |
| HART                                | Acura NSX GT3           | Acura 3.5 L Turbo V6          | 69  | Ryan Eversley            |
| HART                                | Acura NSX GT3           | Acura 3.5 L Turbo V6          | 69  | John Falb                |
| HART                                | Acura NSX GT3           | Acura 3.5 L Turbo V6          | 69  | Chad Gilsinger           |
| HART                                | Acura NSX GT3           | Acura 3.5 L Turbo V6          | 69  | Sean Rayhall             |
| P1 Motorsports                      | Mercedes-AMG GT3        | Mercedes-AMG M159 6.2 L V8    | 71  | Robby Foley              |
| P1 Motorsports                      | Mercedes-AMG GT3        | Mercedes-AMG M159 6.2 L V8    | 71  | Kenton Koch              |
| P1 Motorsports                      | Mercedes-AMG GT3        | Mercedes-AMG M159 6.2 L V8    | 71  | JC Perez                 |
| P1 Motorsports                      | Mercedes-AMG GT3        | Mercedes-AMG M159 6.2 L V8    | 71  | Loris Spinelli           |
| Park Place Motorsports              | Porsche 911 GT3 R       | Porsche 4.0 L 6 en línea      | 73  | Jörg Bergmeister         |
| Park Place Motorsports              | Porsche 911 GT3 R       | Porsche 4.0 L 6 en línea      | 73  | Patrick Lindsey          |
| Park Place Motorsports              | Porsche 911 GT3 R       | Porsche 4.0 L 6 en línea      | 73  | Tim Pappas               |
| Park Place Motorsports              | Porsche 911 GT3 R       | Porsche 4.0 L 6 en línea      | 73  | Norbert Siedler          |
| SunEnergy1 Racing                   | Mercedes-AMG GT3        | Mercedes-AMG M159 6.2         | 75  | Maro Engel               |
| SunEnergy1 Racing                   | Mercedes-AMG GT3        | Mercedes-AMG M159 6.2         | 75  | Kenny Habul              |
| SunEnergy1 Racing                   | Mercedes-AMG GT3        | Mercedes-AMG M159 6.2         | 75  | Thomas Jäger             |
| Risi Competizione                   | Ferrari 488 GT3         | Ferrari F154CB 3.9 L Turbo V8 | 82  | Santiago Creel           |
| Risi Competizione                   | Ferrari 488 GT3         | Ferrari F154CB 3.9 L Turbo V8 | 82  | Martin Fuentes           |
| Risi Competizione                   | Ferrari 488 GT3         | Ferrari F154CB 3.9 L Turbo V8 | 82  | Miguel Molina            |
| Risi Competizione                   | Ferrari 488 GT3         | Ferrari F154CB 3.9 L Turbo V8 | 82  | Ricardo Pérez de Lara    |
| Michael Shank Racing                | Acura NSX GT3           | Acura 3.5 L Turbo V6          | 86  | A. J. Allmendinger       |
| Michael Shank Racing                | Acura NSX GT3           | Acura 3.5 L Turbo V6          | 86  | Trent Hindman            |
| Michael Shank Racing                | Acura NSX GT3           | Acura 3.5 L Turbo V6          | 86  | Katherine Legge          |
| Michael Shank Racing                | Acura NSX GT3           | Acura 3.5 L Turbo V6          | 86  | Álvaro Parente           |
| Michael Shank Racing                | Acura NSX GT3           | Acura 3.5 L Turbo V6          | 93  | Lawson Aschenbach        |
| Michael Shank Racing                | Acura NSX GT3           | Acura 3.5 L Turbo V6          | 93  | Mario Farnbacher         |
| Michael Shank Racing                | Acura NSX GT3           | Acura 3.5 L Turbo V6          | 93  | Côme Ledogar             |
| Michael Shank Racing                | Acura NSX GT3           | Acura 3.5 L Turbo V6          | 93  | Justin Marks             |

## Resultados

### Carrera
Los ganadores de cada clase están en negrita.
| Pos | Clase | N.º | Equipo                                   | Pilotos                                                                                     | Chasis                         | Vueltas | Tiempo       |
| Pos | Clase | N.º | Equipo                                   | Pilotos                                                                                     | Motor                          | Vueltas | Tiempo       |
| --- | ----- | --- | ---------------------------------------- | ------------------------------------------------------------------------------------------- | ------------------------------ | ------- | ------------ |
| 1   | P     | 5   | Mustang Sampling Racing                  | Filipe Albuquerque João Barbosa Christian Fittipaldi                                        | Cadillac DPi-V.R               | 808     | 24:01:32.128 |
| 1   | P     | 5   | Mustang Sampling Racing                  | Filipe Albuquerque João Barbosa Christian Fittipaldi                                        | Cadillac 5.5 L V8              | 808     | 24:01:32.128 |
| 2   | P     | 31  | Whelen Engineering Racing                | Mike Conway Eric Curran Stuart Middleton Felipe Nasr                                        | Cadillac DPi-V.R               | 808     | +1:10.544    |
| 2   | P     | 31  | Whelen Engineering Racing                | Mike Conway Eric Curran Stuart Middleton Felipe Nasr                                        | Cadillac 5.5 L V8              | 808     | +1:10.544    |
| 3   | P     | 54  | CORE Autosport                           | Jon Bennett Colin Braun Romain Dumas Loïc Duval                                             | Oreca 07                       | 808     | +1:31.982    |
| 3   | P     | 54  | CORE Autosport                           | Jon Bennett Colin Braun Romain Dumas Loïc Duval                                             | Gibson GK428 4.2 L V8          | 808     | +1:31.982    |
| 4   | P     | 32  | United Autosports                        | William Owen Paul di Resta Hugo de Sadeleer Bruno Senna                                     | Ligier JS P217                 | 804     | +4 vueltas   |
| 4   | P     | 32  | United Autosports                        | William Owen Paul di Resta Hugo de Sadeleer Bruno Senna                                     | Gibson GK428 4.2 L V8          | 804     | +4 vueltas   |
| 5   | P     | 78  | Jackie Chan DCR JOTA                     | Alex Brundle António Félix da Costa Ferdinand Habsburg Ho-Pin Tung                          | Oreca 07                       | 804     | +4 vueltas   |
| 5   | P     | 78  | Jackie Chan DCR JOTA                     | Alex Brundle António Félix da Costa Ferdinand Habsburg Ho-Pin Tung                          | Gibson GK428 4.2 L V8          | 804     | +4 vueltas   |
| 6   | P     | 85  | JDC-Miller Motorsports                   | Robert Alon Austin Cindric Devlin DeFrancesco Simon Trummer                                 | Oreca 07                       | 798     | +10 vueltas  |
| 6   | P     | 85  | JDC-Miller Motorsports                   | Robert Alon Austin Cindric Devlin DeFrancesco Simon Trummer                                 | Gibson GK428 4.2 L V8          | 798     | +10 vueltas  |
| 7   | P     | 99  | JDC-Miller Motorsports                   | Mikhail Goikhberg Gustavo Menezes Chris Miller Stephen Simpson                              | Oreca 07                       | 798     | +10 vueltas  |
| 7   | P     | 99  | JDC-Miller Motorsports                   | Mikhail Goikhberg Gustavo Menezes Chris Miller Stephen Simpson                              | Gibson GK428 4.2 L V8          | 798     | +10 vueltas  |
| 8   | P     | 38  | Performance Tech Motorsports             | James French Kyle Masson Joel Miller Patricio O'Ward                                        | Oreca 07                       | 796     | +12 vueltas  |
| 8   | P     | 38  | Performance Tech Motorsports             | James French Kyle Masson Joel Miller Patricio O'Ward                                        | Gibson GK428 4.2 L V8          | 796     | +12 vueltas  |
| 9   | P     | 7   | Acura Team Penske                        | Hélio Castroneves Graham Rahal Ricky Taylor                                                 | Acura ARX-05                   | 793     | +15 vueltas  |
| 9   | P     | 7   | Acura Team Penske                        | Hélio Castroneves Graham Rahal Ricky Taylor                                                 | Acura AR35TT 3.5 L Turbo V6    | 793     | +15 vueltas  |
| 10  | P     | 6   | Acura Team Penske                        | Dane Cameron Juan Pablo Montoya Simon Pagenaud                                              | Acura ARX-05                   | 793     | +15 vueltas  |
| 10  | P     | 6   | Acura Team Penske                        | Dane Cameron Juan Pablo Montoya Simon Pagenaud                                              | Acura AR35TT 3.5 L Turbo V6    | 793     | +15 vueltas  |
| 11  | GTLM  | 67  | Ford Chip Ganassi Racing                 | Ryan Briscoe Scott Dixon Richard Westbrook                                                  | Ford GT                        | 783     | +25 vueltas  |
| 11  | GTLM  | 67  | Ford Chip Ganassi Racing                 | Ryan Briscoe Scott Dixon Richard Westbrook                                                  | Ford EcoBoost 3.5 L Turbo V6   | 783     | +25 vueltas  |
| 12  | GTLM  | 66  | Ford Chip Ganassi Racing                 | Sébastien Bourdais Joey Hand Dirk Müller                                                    | Ford GT                        | 783     | +25 vueltas  |
| 12  | GTLM  | 66  | Ford Chip Ganassi Racing                 | Sébastien Bourdais Joey Hand Dirk Müller                                                    | Ford EcoBoost 3.5 L Turbo V6   | 783     | +25 vueltas  |
| 13  | GTLM  | 3   | Corvette Racing                          | Antonio García Jan Magnussen Mike Rockenfeller                                              | Chevrolet Corvette C7.R        | 781     | +27 vueltas  |
| 13  | GTLM  | 3   | Corvette Racing                          | Antonio García Jan Magnussen Mike Rockenfeller                                              | Chevrolet LT5.5 5.5 L V8       | 781     | +27 vueltas  |
| 14  | GTLM  | 4   | Corvette Racing                          | Marcel Fässler Oliver Gavin Tommy Milner                                                    | Chevrolet Corvette C7.R        | 780     | +28 vueltas  |
| 14  | GTLM  | 4   | Corvette Racing                          | Marcel Fässler Oliver Gavin Tommy Milner                                                    | Chevrolet LT5.5 5.5 L V8       | 780     | +28 vueltas  |
| 15  | P     | 37  | Jackie Chan DCR JOTA                     | Robin Frijns Daniel Juncadella Felix Rosenqvist Lance Stroll                                | Oreca 07                       | 777     | +31 vueltas  |
| 15  | P     | 37  | Jackie Chan DCR JOTA                     | Robin Frijns Daniel Juncadella Felix Rosenqvist Lance Stroll                                | Gibson GK428 4.2 L V8          | 777     | +31 vueltas  |
| 16  | GTLM  | 62  | Risi Competizione                        | James Calado Alessandro Pier Guidi Davide Rigon Toni Vilander                               | Ferrari 488 GTE                | 774     | +34 vueltas  |
| 16  | GTLM  | 62  | Risi Competizione                        | James Calado Alessandro Pier Guidi Davide Rigon Toni Vilander                               | Ferrari F154CB 3.9 L Turbo V8  | 774     | +34 vueltas  |
| 17  | GTLM  | 912 | Porsche GT Team                          | Earl Bamber Gianmaria Bruni Laurens Vanthoor                                                | Porsche 911 RSR                | 774     | +34 vueltas  |
| 17  | GTLM  | 912 | Porsche GT Team                          | Earl Bamber Gianmaria Bruni Laurens Vanthoor                                                | Porsche 4.0 L Flat-6           | 774     | +34 vueltas  |
| 18  | GTLM  | 24  | BMW Team RLL                             | Nick Catsburg John Edwards Augusto Farfus Jesse Krohn                                       | BMW M8 GTE                     | 773     | +35 vueltas  |
| 18  | GTLM  | 24  | BMW Team RLL                             | Nick Catsburg John Edwards Augusto Farfus Jesse Krohn                                       | BMW S63 4.0 L Twin-turbo V8    | 773     | +35 vueltas  |
| 19  | P     | 52  | AFS/PR1 Mathiasen Motorsports            | Nicholas Boulle Roberto González Sebastián Saavedra Gustavo Yacamán                         | Ligier JS P217                 | 771     | +37 vueltas  |
| 19  | P     | 52  | AFS/PR1 Mathiasen Motorsports            | Nicholas Boulle Roberto González Sebastián Saavedra Gustavo Yacamán                         | Gibson GK428 4.2 L V8          | 771     | +37 vueltas  |
| 20  | GTLM  | 911 | Porsche GT Team                          | Frédéric Makowiecki Patrick Pilet Nick Tandy                                                | Porsche 911 RSR                | 753     | +55 vueltas  |
| 20  | GTLM  | 911 | Porsche GT Team                          | Frédéric Makowiecki Patrick Pilet Nick Tandy                                                | Porsche 4.0 L Flat-6           | 753     | +55 vueltas  |
| 21  | GTD   | 11  | GRT Grasser Racing Team                  | Mirko Bortolotti Rik Breukers Rolf Ineichen Franck Perera                                   | Lamborghini Huracán GT3        | 752     | +56 vueltas  |
| 21  | GTD   | 11  | GRT Grasser Racing Team                  | Mirko Bortolotti Rik Breukers Rolf Ineichen Franck Perera                                   | Lamborghini 5.2 L V10          | 752     | +56 vueltas  |
| 22  | GTD   | 86  | Michael Shank Racing with Curb-Agajanian | A. J. Allmendinger Trent Hindman Katherine Legge Álvaro Parente                             | Acura NSX GT3                  | 751     | +57 vueltas  |
| 22  | GTD   | 86  | Michael Shank Racing with Curb-Agajanian | A. J. Allmendinger Trent Hindman Katherine Legge Álvaro Parente                             | Acura 3.5 L Turbo V6           | 751     | +57 vueltas  |
| 23  | GTD   | 23  | Paul Miller Racing                       | Andrea Caldarelli Bryce Miller Bryan Sellers Madison Snow                                   | Lamborghini Huracán GT3        | 751     | +57 vueltas  |
| 23  | GTD   | 23  | Paul Miller Racing                       | Andrea Caldarelli Bryce Miller Bryan Sellers Madison Snow                                   | Lamborghini 5.2 L V10          | 751     | +57 vueltas  |
| 24  | GTD   | 33  | Mercedes-AMG Team Riley Motorsports      | Jeroen Bleekemolen Adam Christodoulou Ben Keating Luca Stolz                                | Mercedes-AMG GT3               | 751     | +57 vueltas  |
| 24  | GTD   | 33  | Mercedes-AMG Team Riley Motorsports      | Jeroen Bleekemolen Adam Christodoulou Ben Keating Luca Stolz                                | Mercedes-AMG M159 6.2 L V8     | 751     | +57 vueltas  |
| 25  | GTD   | 64  | Scuderia Corsa                           | Townsend Bell Sam Bird Frankie Montecalvo Bill Sweedler                                     | Ferrari 488 GT3                | 751     | +57 vueltas  |
| 25  | GTD   | 64  | Scuderia Corsa                           | Townsend Bell Sam Bird Frankie Montecalvo Bill Sweedler                                     | Ferrari F154CB 3.9 L Turbo V8  | 751     | +57 vueltas  |
| 26  | GTD   | 44  | Magnus Racing                            | Andrew Davis Andy Lally John Potter Markus Winkelhock                                       | Audi R8 LMS                    | 750     | +58 vueltas  |
| 26  | GTD   | 44  | Magnus Racing                            | Andrew Davis Andy Lally John Potter Markus Winkelhock                                       | Audi 5.2 L V10                 | 750     | +58 vueltas  |
| 27  | GTD   | 29  | Montaplast by Land-Motorsport            | Sheldon van der Linde Kelvin van der Linde Christopher Mies Jeffrey Schmidt                 | Audi R8 LMS                    | 749     | +59 vueltas  |
| 27  | GTD   | 29  | Montaplast by Land-Motorsport            | Sheldon van der Linde Kelvin van der Linde Christopher Mies Jeffrey Schmidt                 | Audi 5.2 L V10                 | 749     | +59 vueltas  |
| 28  | GTD   | 75  | SunEnergy1 Racing                        | Mikaël Grenier Kenny Habul Thomas Jäger Maro Engel                                          | Mercedes-AMG GT3               | 745     | +63 vueltas  |
| 28  | GTD   | 75  | SunEnergy1 Racing                        | Mikaël Grenier Kenny Habul Thomas Jäger Maro Engel                                          | Mercedes-AMG M159 6.2 L V8     | 745     | +63 vueltas  |
| 29  | GTD   | 15  | 3GT Racing                               | Dominik Farnbacher Jack Hawksworth David Heinemeier Hansson Scott Pruett                    | Lexus RC F GT3                 | 744     | +64 vueltas  |
| 29  | GTD   | 15  | 3GT Racing                               | Dominik Farnbacher Jack Hawksworth David Heinemeier Hansson Scott Pruett                    | Lexus 5.0 L V8                 | 744     | +64 vueltas  |
| 30  | GTD   | 63  | Scuderia Corsa                           | Alessandro Balzan Gunnar Jeannette Cooper MacNeil Jeff Segal                                | Ferrari 488 GT3                | 744     | +64 vueltas  |
| 30  | GTD   | 63  | Scuderia Corsa                           | Alessandro Balzan Gunnar Jeannette Cooper MacNeil Jeff Segal                                | Ferrari F154CB 3.9 L Turbo V8  | 744     | +64 vueltas  |
| 31  | GTD   | 93  | Michael Shank Racing with Curb-Agajanian | Lawson Aschenbach Mario Farnbacher Côme Ledogar Justin Marks                                | Acura NSX GT3                  | 741     | +67 vueltas  |
| 31  | GTD   | 93  | Michael Shank Racing with Curb-Agajanian | Lawson Aschenbach Mario Farnbacher Côme Ledogar Justin Marks                                | Acura 3.5 L Turbo V6           | 741     | +67 vueltas  |
| 32  | GTD   | 71  | P1 Motorsports                           | Robby Foley Kenton Koch JC Perez Loris Spinelli                                             | Mercedes-AMG GT3               | 741     | +67 vueltas  |
| 32  | GTD   | 71  | P1 Motorsports                           | Robby Foley Kenton Koch JC Perez Loris Spinelli                                             | Mercedes-AMG M159 6.2 L V8     | 741     | +67 vueltas  |
| 33  | GTD   | 19  | GRT Grasser Racing Team                  | Christian Engelhart Christoph Lenz Louis Machiels Ezequiel Pérez Companc Max van Splunteren | Lamborghini Huracán GT3        | 739     | +69 vueltas  |
| 33  | GTD   | 19  | GRT Grasser Racing Team                  | Christian Engelhart Christoph Lenz Louis Machiels Ezequiel Pérez Companc Max van Splunteren | Lamborghini 5.2 L V10          | 739     | +69 vueltas  |
| 34  | GTD   | 96  | Turner Motorsport                        | Jens Klingmann Mark Kvamme Cameron Lawrence Martin Tomczyk Don Yount                        | BMW M6 GT3                     | 733     | +75 vueltas  |
| 34  | GTD   | 96  | Turner Motorsport                        | Jens Klingmann Mark Kvamme Cameron Lawrence Martin Tomczyk Don Yount                        | BMW 4.4 L Turbo V8             | 733     | +75 vueltas  |
| 35  | GTLM  | 25  | BMW Team RLL                             | Bill Auberlen Connor De Phillippi Philipp Eng Alexander Sims                                | BMW M8 GTE                     | 731     | +77 vueltas  |
| 35  | GTLM  | 25  | BMW Team RLL                             | Bill Auberlen Connor De Phillippi Philipp Eng Alexander Sims                                | BMW S63 4.0 L Twin-turbo V8    | 731     | +77 vueltas  |
| 36  | GTD   | 14  | 3GT Racing                               | Dominik Baumann Philipp Frommenwiler Bruno Junqueira Kyle Marcelli                          | Lexus RC F GT3                 | 719     | +89 vueltas  |
| 36  | GTD   | 14  | 3GT Racing                               | Dominik Baumann Philipp Frommenwiler Bruno Junqueira Kyle Marcelli                          | Lexus 5.0 L V8                 | 719     | +89 vueltas  |
| 37  | GTD   | 69  | HART                                     | Ryan Eversley John Falb Chad Gilsinger Sean Rayhall                                         | Acura NSX GT3                  | 719     | +89 vueltas  |
| 37  | GTD   | 69  | HART                                     | Ryan Eversley John Falb Chad Gilsinger Sean Rayhall                                         | Acura 3.5 L Turbo V6           | 719     | +89 vueltas  |
| 38  | P     | 23  | United Autosports                        | Fernando Alonso Philip Hanson Lando Norris                                                  | Ligier JS P217                 | 718     | +90 vueltas  |
| 38  | P     | 23  | United Autosports                        | Fernando Alonso Philip Hanson Lando Norris                                                  | Gibson GK428 4.2 L V8          | 718     | +90 vueltas  |
| 39  | GTD   | 82  | Risi Competizione                        | Santiago Creel Martin Fuentes Matt Griffin Miguel Molina Ricardo Pérez de Lara              | Ferrari 488 GT3                | 715     | +93 vueltas  |
| 39  | GTD   | 82  | Risi Competizione                        | Santiago Creel Martin Fuentes Matt Griffin Miguel Molina Ricardo Pérez de Lara              | Ferrari F154CB 3.9 L Turbo V8  | 715     | +93 vueltas  |
| 40  | GTD   | 73  | Park Place Motorsports                   | Jörg Bergmeister Patrick Lindsey Tim Pappas Norbert Siedler                                 | Porsche 911 GT3 R              | 675     | +133 vueltas |
| 40  | GTD   | 73  | Park Place Motorsports                   | Jörg Bergmeister Patrick Lindsey Tim Pappas Norbert Siedler                                 | Porsche 4.0 L Flat-6           | 675     | +133 vueltas |
| 41  | GTD   | 58  | Wright Motorsports                       | Mathieu Jaminet Patrick Long Christina Nielsen Robert Renauer                               | Porsche 911 GT3 R              | 666     | +142 vueltas |
| 41  | GTD   | 58  | Wright Motorsports                       | Mathieu Jaminet Patrick Long Christina Nielsen Robert Renauer                               | Porsche 4.0 L Flat-6           | 666     | +142 vueltas |
| 42  | P     | 20  | BAR1 Motorsports                         | Marc Drumwright Brendan Gaughan Eric Lux Alex Popow                                         | Riley Mk. 30                   | 642     | +166 vueltas |
| 42  | P     | 20  | BAR1 Motorsports                         | Marc Drumwright Brendan Gaughan Eric Lux Alex Popow                                         | Gibson GK428 4.2 L V8          | 642     | +166 vueltas |
| 43  | GTD   | 59  | Manthey Racing                           | Matteo Cairoli Sven Müller Harald Proczyk Steve Smith Randy Walls                           | Porsche 911 GT3 R              | 637     | No terminó   |
| 43  | GTD   | 59  | Manthey Racing                           | Matteo Cairoli Sven Müller Harald Proczyk Steve Smith Randy Walls                           | Porsche 4.0 L Flat-6           | 637     | No terminó   |
| 44  | GTD   | 51  | Spirit of Race                           | Paul Dalla Lana Pedro Lamy Mathias Lauda Daniel Serra                                       | Ferrari 488 GT3                | 571     | +237 vueltas |
| 44  | GTD   | 51  | Spirit of Race                           | Paul Dalla Lana Pedro Lamy Mathias Lauda Daniel Serra                                       | Ferrari 3.9 L Turbo V8         | 571     | +237 vueltas |
| 45  | P     | 10  | Wayne Taylor Racing                      | Ryan Hunter-Reay Jordan Taylor Renger van der Zande                                         | Cadillac DPi-V.R               | 555     | No terminó   |
| 45  | P     | 10  | Wayne Taylor Racing                      | Ryan Hunter-Reay Jordan Taylor Renger van der Zande                                         | Cadillac 5.5 L V8              | 555     | No terminó   |
| 46  | P     | 55  | Mazda Team Joest                         | Jonathan Bomarito Spencer Pigot Harry Tincknell                                             | Mazda RT24-P                   | 541     | No terminó   |
| 46  | P     | 55  | Mazda Team Joest                         | Jonathan Bomarito Spencer Pigot Harry Tincknell                                             | Mazda MZ-2.0T 2.0 L Turbo L4   | 541     | No terminó   |
| 47  | P     | 77  | Mazda Team Joest                         | Oliver Jarvis Tristan Nunez René Rast                                                       | Mazda RT24-P                   | 530     | No terminó   |
| 47  | P     | 77  | Mazda Team Joest                         | Oliver Jarvis Tristan Nunez René Rast                                                       | Mazda MZ-2.0T 2.0 L Turbo L4   | 530     | No terminó   |
| 48  | P     | 22  | Tequila Patrón ESM                       | Pipo Derani Nicolas Lapierre Johannes van Overbeek                                          | Nissan Onroak DPi              | 438     | No terminó   |
| 48  | P     | 22  | Tequila Patrón ESM                       | Pipo Derani Nicolas Lapierre Johannes van Overbeek                                          | Nissan VR38DETT 3.8 L Turbo V6 | 438     | No terminó   |
| 49  | P     | 2   | Tequila Patrón ESM                       | Ryan Dalziel Olivier Pla Scott Sharp                                                        | Nissan Onroak DPi              | 338     | No terminó   |
| 49  | P     | 2   | Tequila Patrón ESM                       | Ryan Dalziel Olivier Pla Scott Sharp                                                        | Nissan VR38DETT 3.8 L Turbo V6 | 338     | No terminó   |
| 50  | P     | 90  | Spirit of Daytona Racing                 | Eddie Cheever III Matt McMurry Tristan Vautier                                              | Cadillac DPi-V.R               | 291     | No terminó   |
| 50  | P     | 90  | Spirit of Daytona Racing                 | Eddie Cheever III Matt McMurry Tristan Vautier                                              | Cadillac 5.5 L V8              | 291     | No terminó   |

### Clasificación
Los pilotos en negrita son los que lograron la pole position.
| Pos | Clase | N.º | Equipo                                   | Piloto                | Tiempo       | Distancia    |
| --- | ----- | --- | ---------------------------------------- | --------------------- | ------------ | ------------ |
| 1   | P     | 10  | Wayne Taylor Racing                      | Renger van der Zande  | 1:36.083     | —            |
| 2   | P     | 7   | Acura Team Penske                        | Hélio Castroneves     | 1:36.090     | +0.007       |
| 3   | P     | 5   | Mustang Sampling Racing                  | Filipe Albuquerque    | 1:36.194     | +0.111       |
| 4   | P     | 38  | Performance Tech Motorsports             | Patricio O'Ward       | 1:36.318     | +0.235       |
| 5   | P     | 90  | Spirit of Daytona Racing                 | Tristan Vautier       | 1:36.472     | +0.389       |
| 6   | P     | 37  | Jackie Chan DCR JOTA                     | Robin Frijns          | 1:36.492     | +0.409       |
| 7   | P     | 31  | Whelen Engineering Racing                | Felipe Nasr           | 1:36.508     | +0.425       |
| 8   | P     | 54  | CORE Autosport                           | Colin Braun           | 1:36.567     | +0.484       |
| 9   | P     | 55  | Mazda Team Joest                         | Jonathan Bomarito     | 1:36.633     | +0.550       |
| 10  | P     | 6   | Acura Team Penske                        | Dane Cameron          | 1:36.931     | +0.848       |
| 11  | P     | 78  | Jackie Chan DCR JOTA                     | Alex Brundle          | 1:36.982     | +0.899       |
| 12  | P     | 85  | JDC-Miller Motorsports                   | Simon Trummer         | 1:37.005     | +0.922       |
| 13  | P     | 23  | United Autosports                        | Fernando Alonso       | 1:37.008     | +0.925       |
| 14  | P     | 99  | JDC-Miller Motorsports                   | Stephen Simpson       | 1:37.124     | +1.041       |
| 15  | P     | 32  | United Autosports                        | Bruno Senna           | 1:38.186     | +2.103       |
| 16  | P     | 52  | AFS/PR1 Mathiasen Motorsports            | Gustavo Yacamán       | 1:38.773     | +2.690       |
| 17  | P     | 20  | BAR1 Motorsports                         | Alex Popow            | 1:41.778     | +5.695       |
| 18  | GTLM  | 3   | Corvette Racing                          | Jan Magnussen         | 1:42.779     | +6.696       |
| 19  | GTLM  | 66  | Ford Chip Ganassi Racing                 | Joey Hand             | 1:42.798     | +6.715       |
| 20  | GTLM  | 912 | Porsche GT Team                          | Laurens Vanthoor      | 1:42.927     | +6.844       |
| 21  | GTLM  | 911 | Porsche GT Team                          | Patrick Pilet         | 1:43.062     | +6.979       |
| 22  | GTLM  | 67  | Ford Chip Ganassi Racing                 | Richard Westbrook     | 1:43.091     | +7.008       |
| 23  | GTLM  | 4   | Corvette Racing                          | Oliver Gavin          | 1:43.453     | +7.370       |
| 24  | GTLM  | 62  | Risi Competizione                        | Toni Vilander         | 1:43.601     | +7.518       |
| 25  | GTLM  | 25  | BMW Team RLL                             | Alexander Sims        | 1:43.948     | +7.865       |
| 26  | GTLM  | 24  | BMW Team RLL                             | John Edwards          | 1:44.413     | +8.330       |
| 27  | GTD   | 51  | Spirit of Race                           | Daniel Serra          | 1:46.049     | +9.966       |
| 28  | P     | 22  | Tequila Patrón ESM                       | Nicolas Lapierre      | 1:46.129     | +10.046      |
| 29  | GTD   | 82  | Risi Competizione                        | Miguel Molina         | 1:46.502     | +10.419      |
| 30  | GTD   | 11  | GRT Grasser Racing Team                  | Mirko Bortolotti      | 1:46.658     | +10.575      |
| 31  | GTD   | 15  | 3GT Racing                               | Jack Hawksworth       | 1:46.714     | +10.631      |
| 32  | GTD   | 63  | Scuderia Corsa                           | Alessandro Balzan     | 1:47.055     | +10.972      |
| 33  | GTD   | 14  | 3GT Racing                               | Dominik Baumann       | 1:47.186     | +11.103      |
| 34  | GTD   | 86  | Michael Shank Racing with Curb-Agajanian | Álvaro Parente        | 1:47.251     | +11.168      |
| 35  | GTD   | 29  | Montaplast by Land-Motorsport            | Sheldon van der Linde | 1:47.273     | +11.190      |
| 36  | GTD   | 58  | Wright Motorsports                       | Robert Renauer        | 1:47.291     | +11.208      |
| 37  | GTD   | 96  | Turner Motorsport                        | Cameron Lawrence      | 1:47.348     | +11.265      |
| 38  | GTD   | 44  | Magnus Racing                            | Andy Lally            | 1:47.442     | +11.359      |
| 39  | GTD   | 59  | Manthey Racing                           | Sven Müller           | 1:47.587     | +11.504      |
| 40  | GTD   | 33  | Mercedes-AMG Team Riley Motorsports      | Ben Keating           | 1:47.796     | +11.713      |
| 41  | GTD   | 64  | Scuderia Corsa                           | Sam Bird              | 1:47.839     | +11.756      |
| 42  | GTD   | 69  | HART                                     | Ryan Eversley         | 1:47.862     | +11.779      |
| 43  | GTD   | 48  | Paul Miller Racing                       | Bryce Miller          | 1:48.181     | +12.098      |
| 44  | GTD   | 93  | Michael Shank Racing with Curb-Agajanian | Côme Ledogar          | 1:48.239     | +12.156      |
| 45  | GTD   | 75  | SunEnergy1 Racing                        | Kenny Habul           | 1:48.326     | +12.243      |
| 46  | GTD   | 19  | GRT Grasser Racing Team                  | Christoph Lenz        | 1:51.531     | +15.448      |
| –   | P     | 77  | Mazda Team Joest                         | No participó          | No participó | No participó |
| –   | P     | 2   | Tequila Patrón ESM                       | No participó          | No participó | No participó |
| –   | GTD   | 73  | Park Place Motorsports                   | No participó          | No participó | No participó |
| –   | GTD   | 71  | P1 Motorsports                           | No participó          | No participó | No participó |

## Nota
1. ↑  Tomy Drissi was listed at the beginning but he eventually withdrew for business committments.